# 조 자소

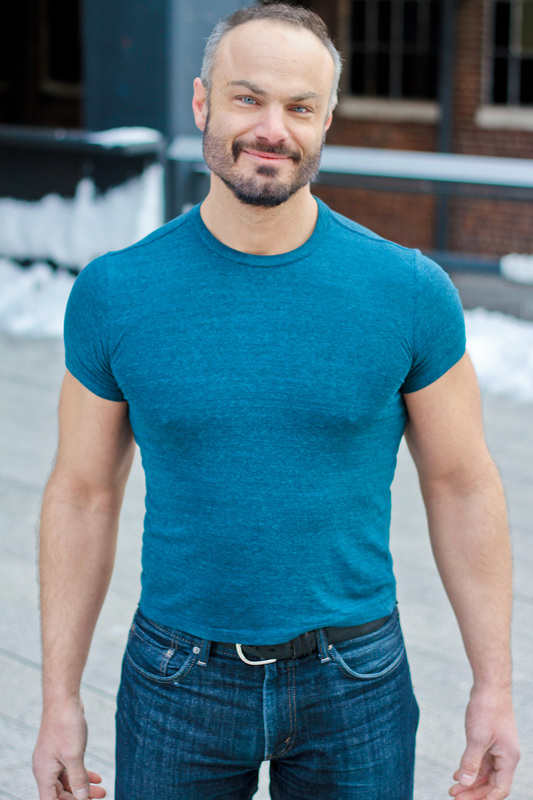

조 자소(Joe Zaso, 1970년 11월 20일 ~ )는 미국의 배우, 영화 감독, 영화 프로듀서, 모델, 텔레비전 배우이다.
퀸스에서 태어났다.

## 영화
- 더 노멀 하트 (2014년)
- 더 5버러스 (2012년) - 제프 역
- 애니멀 어트랙션 (2012년) - 제프 역
- 뇌세포 (2010년)
- 니코스 (2003년)